# Welterbe in Dschibuti
Dschibuti hat die Welterbekonvention 2007 ratifiziert. Bisher (Stand Ende 2019) wurde noch keine Stätte in Dschibuti in das UNESCO-Welterbe aufgenommen.

## Tentativliste
In der Tentativliste sind die Stätten eingetragen, die für eine Nominierung zur Aufnahme in die Welterbeliste vorgesehen sind. Derzeit (Ende 2019) sind zehn Stätten in der Tentativliste von Dschibuti eingetragen, die letzte Eintragung erfolgte 2015. Die folgende Tabelle listet die Stätten in chronologischer Reihenfolge nach dem Jahr ihrer Aufnahme in die Tentativliste (K – Kulturerbe, N – Naturerbe, K/N – gemischt).
| Bild                                                                          | Bezeichnung                                                                          | Jahr | Typ | Ref. | Beschreibung |
| ----------------------------------------------------------------------------- | ------------------------------------------------------------------------------------ | ---- | --- | ---- | --- |
|                                                                               | Tumuli (Aowelos)                                                                     | 2015 | K   | 5956 | Die Tumuli oder Awellos, in der lokalen Sprache „Steinhaufen der Ahnen“, sind alte Begräbnisstätten, die auf etwa 3000 v. Chr. zurückgehen. Die meisten Tumuli befinden sich in der Nähe der Stadt Randa in der Region Tadjourah und in Dasbyo in der Region Ali-Sabieh. |
|                                                                               | Felszeichnungen von Abourma                                                          | 2015 | K   | 5957 | Fast drei Kilometer Felszeichnungen bei Abourma im Makarrassou-Massiv zeigen eine Vielzahl von Themen, die das Verhalten, die soziale Schichtung und die Organisation eines untergegangenen Hirtenlebens widerspiegeln. Tausende von zum Teil sehr detaillierten Szenen von Wild- und Haustieren sowie von Handlungen, insbesondere von Menschen bei der Jagd und im Kampf, sind dargestellt. |
| Historisches Stadtbild von Dschibuti und besondere Gebäude                    | Historisches Stadtbild von Dschibuti und besondere Gebäude (Lage)                    | 2015 | K   | 5958 | Das historische Stadtbild von Dschibuti spiegelt die Kolonialzeit mit all ihren Einflüssen wider. 1890 beschloss der französische Gouverneur Léonce Lagarde, den Regierungssitz von Obock an das Kap Dschibuti zu verlegen, und begann auf dem sumpfigen Gelände mit dem Bau der Stadt Dschibuti, die 1896 zur Hauptstadt der Kolonie Côte Française des Somalis wurde. |
| Assalsee                                                                      | Assalsee (Lage)                                                                      | 2015 | N   | 5959 | Der Assalsee ist ein endorheischer Salzsee im Zentrum von Dschibuti mit dem weltweit höchsten Salzgehalt außerhalb der Antarktis. Er liegt in der östlichen Afar-Senke auf einer Höhe von 153 m unter dem Meeresspiegel und ist damit der tiefste Punkt des afrikanischen Kontinents. Er liegt in einem Graben, der von zwei Rinnen eingerahmt wird, die durch die Öffnung des Großen Grabenbruchs entstanden sind. Vom Ghoubbet-el-Kharab, der Verlängerung des Golfs von Aden über den Golf von Tadschura, ist er durch den Vulkan Ardoukôba getrennt, der zuletzt 1978 ausgebrochen ist. |
| Die Inseln Moucha und Maskali                                                 | Die Inseln Moucha und Maskali                                                        | 2015 | N   | 5960 | Die Inseln Moucha (Lage) und Maskali (Lage) liegen an der Mündung des Golfs von Tadschura. Die Entstehung dieser Riffe geht auf das späte Pleistozän (vor 140.000 bis 100.000 Jahren) zurück und zeigt die Hebung, die mit der Öffnung des Grabenbruchs einherging. |
| Naturlandschaften der Region Obock                                            | Naturlandschaften der Region Obock                                                   | 2015 | N   | 5961 | Umfasst die Mangrovenwälder von Godoria, Ras-Syan und Khor-Angar, das Mabla-Gebirge und die Sawabi-Inseln in der Region Obock. |
| Nationalpark Forêt du Day                                                     | Nationalpark Forêt du Day (Lage)                                                     | 2015 | N   | 5962 | |
|                                                                               | Terrestrisches Naturschutzgebiet Assamo                                              | 2015 | N   | 5963 | |
|                                                                               | Naturschutzgebiet Djalélo                                                            | 2015 | N   | 5964 | |
| Der Abbe-See: seine Kulturlandschaft, seine Naturdenkmäler und sein Ökosystem | Der Abbe-See: seine Kulturlandschaft, seine Naturdenkmäler und sein Ökosystem (Lage) | 2015 | K/N | 5965 | |